# Động đất Java 1867
Động đất Java 1867 (tiếng Indonesia: Gempa bumi Jawa 1867) là trận động đất xảy ra vào lúc 4:20-4:30 (theo giờ địa phương), ngày 10 tháng 6 năm 1867. Trận động đất có cường độ 7.8 richter, tâm chấn độ sâu khoảng 80 km. Không có cảnh báo sóng thần cho trận động đất này. Hậu quả trận động đất đã làm 700 người thiệt mạng.